# 格盧什卡
48°44′16″N 25°39′50″E / 48.73778°N 25.66389°E
格盧什卡（烏克蘭語：Глушка），是烏克蘭的村落，位於該國西部捷爾諾波爾州，由喬爾特基夫區負責管轄，始建於1892年，面積1.05平方公里，2001年人口163，人口密度每平方公里155.2人。